# Чак Маккінлі
Чак Маккінлі (англ. Chuck McKinley; 5 січня 1941 — 10 серпня 1986) — колишній американський тенісист.
Найвищу одиночну позицію світового рейтингу — 1 місце досяг 1963 року (за даними Неда Поттера).
Перемагав на турнірах Великого шолома в одиночному та парному розрядах.
Завершив кар'єру 1969 року.

## Фінали турнірів Великого шолома

### Одиночний розряд (1–1)
| Результат | Рік  | Турнір               | Покриття | Суперник   | Рахунок       |
| --------- | ---- | -------------------- | -------- | ---------- | ------------- |
| Поразка   | 1961 | Вімблдонський турнір | Трава    | Род Лейвер | 3–6, 1–6, 4–6 |
| Перемога  | 1963 | Вімблдонський турнір | Трава    | Фред Столл | 9–7, 6–1, 6–4 |

### Парний розряд (3–1)
| Результат | Рік  | Турнір        | Покриття | Партнер         | Суперники                      | Рахунок                   |
| --------- | ---- | ------------- | -------- | --------------- | ------------------------------ | ------------------------- |
| Перемога  | 1961 | Чемпіонат США | Трава    | Денніс Ролстрон | Рафаель Осуна Антоніо Палафокс | 6–3, 6–4, 2–6, 13–11      |
| Поразка   | 1962 | Чемпіонат США | Трава    | Денніс Ролстрон | Рафаель Осуна Антоніо Палафокс | 4–6, 12–10, 6–1, 7–9, 3–6 |
| Перемога  | 1963 | Чемпіонат США | Трава    | Денніс Ролстрон | Рафаель Осуна Антоніо Палафокс | 9–7, 4–6, 5–7, 6–3, 11–9  |
| Перемога  | 1964 | Чемпіонат США | Трава    | Денніс Ролстрон | Майк Сенгстер Грем Стілвел     | 6–3, 6–2, 6–4             |

## Часова шкала результатів на турнірах Великого шлему
| W | Ф | ПФ | ЧФ | #Р | КТ | К# | DNQ | A | NH |

### Одиночний розряд
| Турнір                                 | 1957  | 1958  | 1959  | 1960  | 1961  | 1962  | 1963  | 1964  | 1965  | 1966  | 1967  | 1968  | 1969  | SR     |
| -------------------------------------- | ----- | ----- | ----- | ----- | ----- | ----- | ----- | ----- | ----- | ----- | ----- | ----- | ----- | ------ |
| Відкритий чемпіонат Австралії з тенісу |       |       |       |       |       |       |       |       |       |       |       |       |       | 0 / 0  |
| Відкритий чемпіонат Франції з тенісу   |       |       |       |       |       |       |       |       |       |       |       |       |       | 0 / 0  |
| Вімблдонський турнір                   |       |       |       | 2р    | Ф     | 2р    | 1963  | ПФ    |       |       |       |       |       | 1 / 5  |
| Відкритий чемпіонат США з тенісу       | 2р    | 2р    | 4р    | ЧФ    | 3р    | ПФ    | ПФ    | ПФ    | 4р    | 4р    | 1р    | 3р    | 1р    | 0 / 13 |
| Strike rate                            | 0 / 1 | 0 / 1 | 0 / 1 | 0 / 2 | 0 / 2 | 0 / 2 | 1 / 2 | 0 / 2 | 0 / 1 | 0 / 1 | 0 / 1 | 0 / 1 | 0 / 1 | 1 / 18 |